# Brita Flander
Brita Maria Flander, född 7 december 1957 i Vasa, är en finländsk glaskonstnär och formgivare, sedan 1995 bosatt i Frankrike.
Flander utbildade sig vid Konstindustriella högskolan 1984–1993 och arbetade där som timlärare i glas- och keramikkonst 1988–1994. Sedan 1988 arbetar hon på frilansbasis med uppdrag från bland annat Artek, Marimekko och Skanno. Hon är mest känd för sina abstrakta skulpturer men har även formgivit bruksglas och belysningsarmatur. Bland hennes verk märks särskilt vägglampan Räppänä som hon tog fram för Skannos tävling "Pro Luce" 1993.
Flander är representerad bland annat på Finlands glasmuseum i Riihimäki, Finlands nationalmuseum i Helsingfors, Nationalmuseum i Stockholm och Röhsska museet i Göteborg. Hon tilldelades Torsten och Wanja Söderbergs pris 1996.